# زمرد
الزُّمُـرُّد حجر كريم ومعدن بيريلي والمكون من سيليكات البيريليوم والألومنيوم {\displaystyle {\ce {Be{^{2}^{+}}{_{3}}Al{^{3}^{+}}{_{2}}Si{^{4}^{+}}_{6}O{^{2}^{-}}{_{1}_{8}}}}}، يتم العثور عليه في مناجم بين الصخور الصلدة والرخام بخلاف معظم الأحجار الكريمة، لونه أخضر غامق عميق وشفاف، ويحتل المرتبة الثالثة من حيث الأهمية. يكتسب لونه الأخضر لوجود كميات ضئيلة من الكروم أو الحديد، يعتبر الزمرد من الأحجار الكريمة، وبالمقارنة بالأوزان يعتبر الأعلى قيمة بين الأحجار الكريمة، خاصة عندما يتخلله عروق من أملاح معدنية أخرى، ولأملاح البريل قساوة بين 7.5 و8 على مقياس موس لقساوة المواد.
تحتوي معظم بلورات الزُّمرُّد على قشور دقيقة يطلق عليها أحيانا اسم سُتُر. كما تحتوي على جسيمات دخيلة متعدّدة. إن أحجار الزُّمُرُّد الكاملة لنادرة جدا، وإذا وُجدت تكون أغلى من الماس. والزُّمُرُّد الأزرق أغلى من الزُّمُرَّد ذي اللون الأصفر.

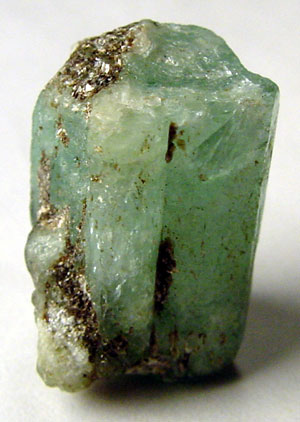
زمرد خام

## التاريخ
في العصور الفرعونية كانت صحراء النوبة تشتهر بمناجم الزمرد، التي كانت تصدر الزمرد إلى قصور حكام بلاد فارس والهند وبيزنطة، كما اكتشفت كميات منه في مقابر ومعابد في المكسيك والبيرو وكولومبيا وكان الإمبراطور الرومي نيرون يهوى مشاهدة مصارعة العبيد من خلال بلورة كبيرة من الزمرد.
وقد حظى الزمرد باهتمام بالغ من لدن الإنسان منذ أقدم العصور وتبوء مكانة تاريخية رفيعة بين الأحجار الكريمة التي استخدمها الإنسان لأول مرة في صنع المجوهرات. ولفت جماله الرائع انتباه قدماء المصريين والبابليين والاشوريين والهنود منذ آلاف السنين فرصعوا به حليهم وعقودهم. فمنذ نحو 5000 عام ساح المصريون في الصحراء بحثًا عنه ليتخذوه زينةُ وتمائم. ورد في أحد أقدم المؤلفات الفلسفية وهي تعاليم بتاح حوتب1 التي تعود إلى أوائل الألف الثالث قبل الميلاد حكمة تقول (الكلام الجميل أنور من الزمرد الذي نعثر عليه بين الحصى)، ثم جاءت التوراة لتصفي عليه قدسية وهيبة عندما اوصت بوضعه في الصف الأول من صدرة القضاء المرصعة بأثنى عشر حجرًا تمثل اسباطهم. وفي الأنجيل ذكر الحجر الكريم في ثلاثة مواضع من رؤيا يوحنا اللاهوتي وقيل إن مائدة سليمان في رومية صنعت من زمرد أخضر. وقيل أن أسرار الصنعة وستمائة لسن لمختلف أنواع الأحجار الكريمة كان قد دونها هرمس الهرامسة (وقيل ساره زوج إبراهيم الخليل عليه السلام) على لوح من الزمرد زعموا أن الاسكندر المقدوني عثر عليه في مغارة بالقرب من صيدون في فلسطين. ونقل عن ملوك اليونان من أرباب الحكمة تفضيلهم إياه على سائر الأحجار. وقد دأبوا على تقديمه لفينوس آلهة الجمال عندهم.
وفي أيام كليوباترا كانت مناجمه بمصر ملكًا لها تنقش على بعضها صورتها لتهديها إلى المقربين وعرف عن يوليوس قيصر ولعه الشديد باقتنائه وجمعه لجماله وقيمته ولما كان ينسب إليه من قدرات.
وفي حوالي القرن الثاني قبل الميلاد، تنبأ هيرودوت بوجود كنز زمرد في صحراء شمال أفريقيا وأشتهر باسم كنز الكرمانت وقد كان لنبوءته تلك أبلغ الأثر في اكتشاف كنوز البترول الجزائرية الحديثة2، واشتملت أبهى هدايا نابليون لزوجته جوزفين على أجود الزمرد كما شكل أروع ماضمته خزانة كاترين إمبراطورة الروس التي بيعت عام 1906 برمتها بقيمة 770000 دولار. ولم تكن مكانة الزمرد لدى العرب بأقل من مكانته لدى غيرهم فكان البيروني يقول (الجواهر الفاخرة في الأصل ثلاثة الياقوت والزمرد واللؤلؤ) ووصفه الشيخ الانطاكي بأنه شريف في الجمادات كالذهب في المنطرقات.

## أصل التسمية
حسب التفسير الغربي جاء اسم الزمرد (باللاتينية: Emerald) من اللغة اللاتينية، ويشمل هذا الاسم جميع مشتقات الللون الأخضر.
الزمرد بضم الراء وتشديدها قيل الزبرجد معرب. وقيل العكس ويؤيد معظم اللغويين الرأي الأول فيما نقل الرأي الثاني عن الفارابي وقد ضمنه في كتابه في اللغة ايوان الأدب. ذكر المغربي معارضة بعض الحكماء له ونقل عن صاحب نخبة الدهر أنه يدعى الزبرجد والزبرج فيما نقل عن غيره انهما حجران متغايران. ويذكر الزمرد بالذال المعجمة تارة وبالدال المهملة أخرى. قال صاحب البستان (ويقال زبرجد أيضًا دخل على العربية من الفارسية واحدته زمرده) ولكنه عرف الزبرجد في موضع آخر بأنه (حجر يشبه الزمرد) فتارة يعدهما حجرًا واحدًا وأخرى حجرين متشابهين شأن صاحب النخبة وغيره وقد وقعت بهذا الاضطراب معظم معاجم اللغة وكثير من العلماء والجوهريين القدماء منهم والمحدثين حتى بات من الصعب لدى كثيرين البت في دلالة هاتين المفردتين والعلاقة بينهما والواقع ان الزمرد حجر كريم يختلف كليًا عن حجر الزبرجد ولعل الصلة الوحيدة بينهما تتمثل في انحدار اسميهما من أصل واحد كان يراد به الأول ويكاد اسم الحجر في معظم اللغات الشرقية والغربية أن يتفرع عن ذلك الأصل القديم الذي لاشك في ساميته. فقد كان اسم هذا الحجر في اللغات السامية زمرجدا وقد ورد بهذا الاسم في النسخة السريانية من العهد الجديد. بيد ان العرب شأنهم دائمًا في تعريب الدخيل تفردوا بتهذيبها إلى (زمرد) بيد أن المفردة الجديدة لم تفلح في طرد سابقتها تمامًا المفردتان جنبًا إلى جنب كتعايش كثير من المفردات المعربة مع أصولها الأجنبية (كالتقنية والتكنولوجيا مثلًا). ومالبث بعض أهل العلم وأرباب الفن أن استعاروا التسمية القديمة لحجر كريم نادر أخضر اللون لم يكن له في لغة العرب حتى ذلك الحين اسمًا فاطلق عليه (الزبرجد) ولعلها لم تكن استعارة موفقة لما اثارته فيما بعد من جدل حول دلالة المفردة كان باعثًا لكثير من الخلط بين الحجرين فن قائل أنما أريد بالزبرجد الزمرد الأزرق المخضر (Aquamarine) ومن قائل أنما هو مرادف لا يحمل دلالة مستقلة. ولم يكن الأمر في لغات أوروبا مثله في لغتنا فالحجر الذي استعرنا له اسم الزبرجد اتخذوا له اسماًء لايمت لحرج الزرمد بصلة فتجنبوا ماوقع به العرب من ارتباك، بيد أن هناك اعتقاد أن اسم هذا الحجر الكريم في معظم الحديثة يبعث على الاعتقاد بأنه دخلها من العربية. وليس كما هو شائع عن دخوله عبر اليونانية أو اللاتينية فأسمه بالفرنسية القديمة esmeraude وبالإنجليزية الوسطى emeraude أقرب إلى الزمرد في العربية منه إلى smergdos في اللاتينية أو اليونانية من الجوانب الجوهرية التالية:
- سقوط حرف (g)
- حلول الصوت (au) بعد الصامت (r) بما يطابق لفظ الراء العربية المضمومة في الزمرد.
- يرجح أن الصوت (e) الذي يبدأ به الاسم باللغتين الإنجليزية والفرنسية يعود إلى (ال) التعريف في العربية. أما سقوط اللام أملته ضرورة اللفظ لأن الزاي حرفًا شمسيًا. وظاهرة اقتباس الكلمات العربية مع أداة التعريف معروفة في الكلمات عربية الأصل في لغات أوروبا وبخاصة الاسبانية ومن الجدير بالذكر أن اسمه بالفرنسية الحديثة أصبح emeraude وبالإنجليزية الحديثة أصبح emeralde.[24]

## صلادته
الزمرد أشد صلادة من المرو ولكنه ليس بشدة صلادة حجر الياقوت الأزرق.

## أنواع الزمرد

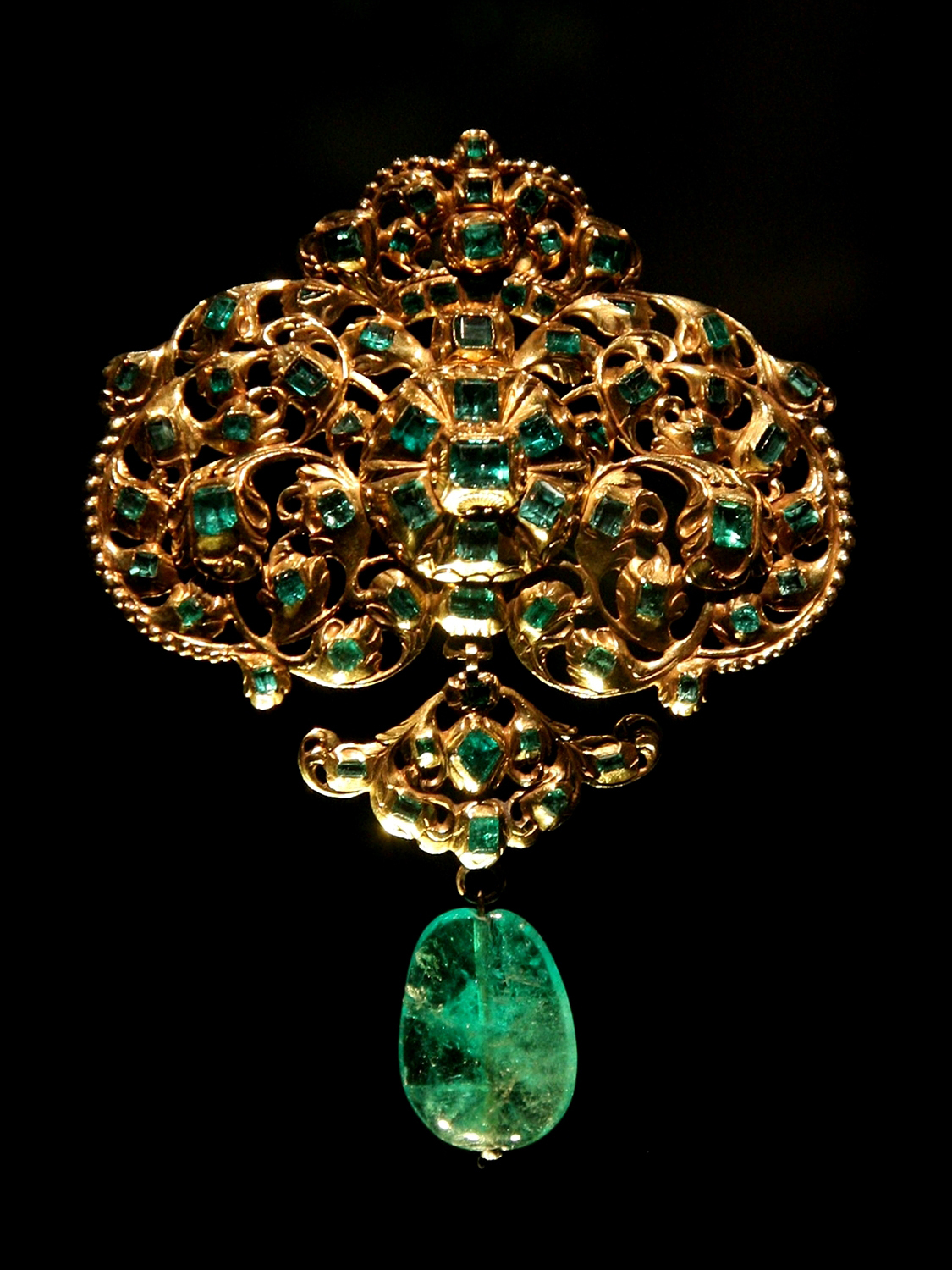
قطعة مجوهرات من الزمرد والذهب

## معرض الصور

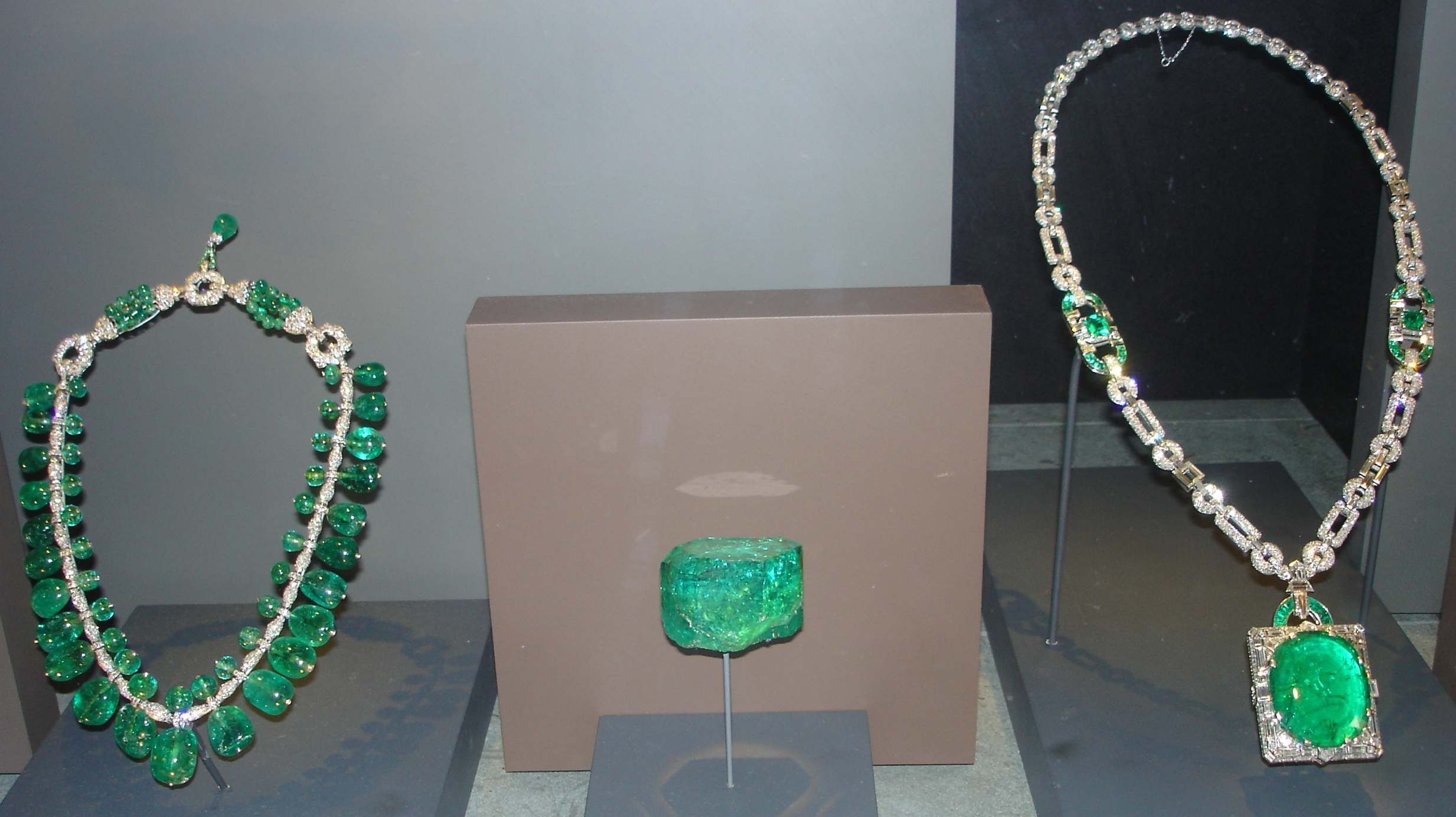
Left to right: The Indian Emerald Necklace, the Gachala Emerald crystal and the Mackay Emerald Necklace (167-carat center stone), all pieces from the U.S. المتحف الوطني للتاريخ الطبيعي (واشنطن).
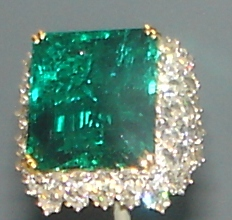
The Chalk Emerald ring, containing a top-quality 37-carat emerald, also in the U.S. National Museum of Natural History.
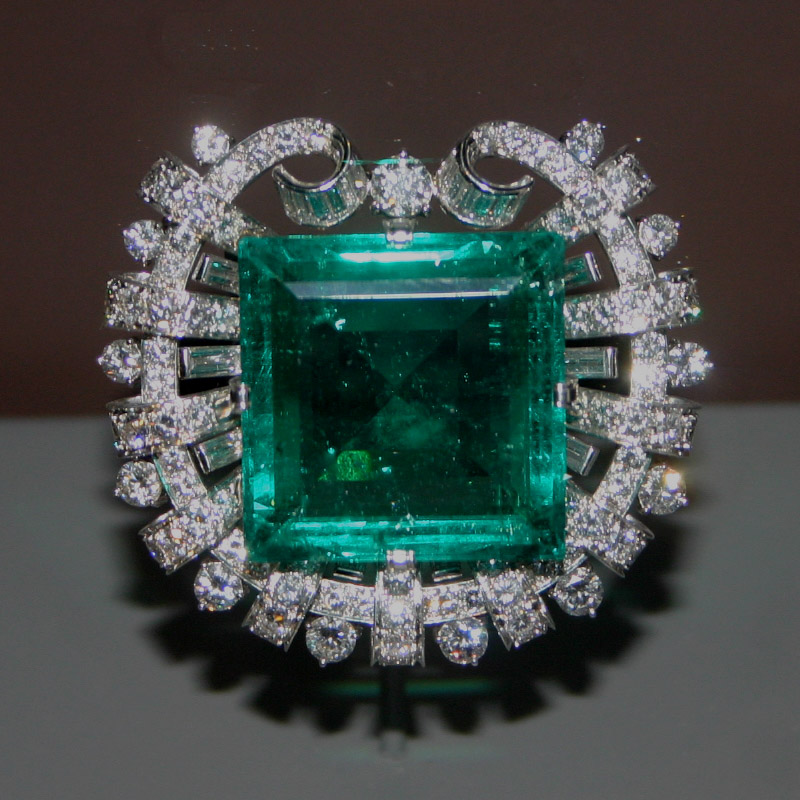
The Hooker Emerald Brooch, containing a 75-carat square-cut emerald, also in the U.S. National Museum of Natural History.
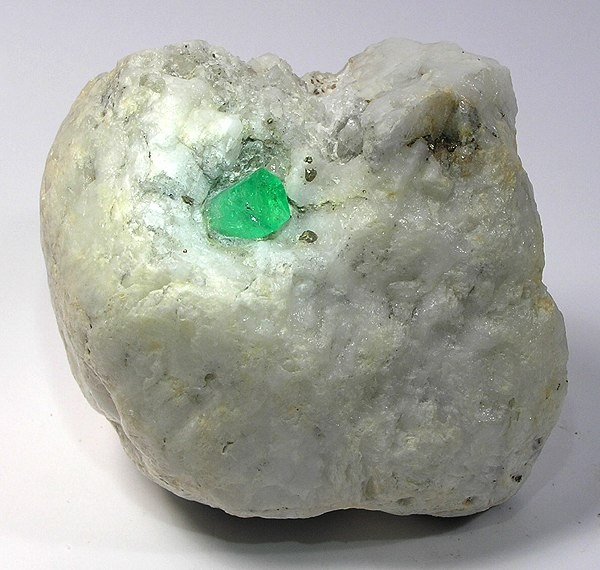
Emerald crystal (about 1 cm) in كالسيت matrix, Muzo, Colombia.
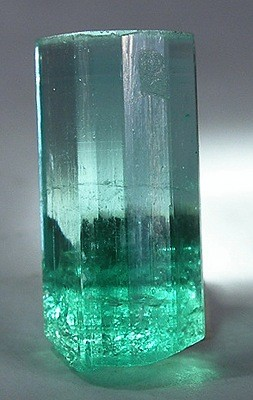
A 5-قيراط (وحدة كتلة) emerald from Muzo.